# Dueños del paraíso
Dueños del paraíso (no Brasil, A Dona do Paraíso) é uma telenovela estadunidense-chilena produzida e transmitida pela Telemundo entre 13 de janeiro a 20 de abril de 2015.
Foi protagonizada por Kate del Castillo, Jorge Zabaleta e José María Torre e antagonizada por  Miguel Varoni, Margarita Muñoz e Juan Pablo Llano.

## Enredo
Esta é uma história de Anastasia Cardona, uma mulher sem qualquer inocência, com uma vida marcada pela violência e pela pobreza, traído nas profundezas de seu ser e de quem a leva a usar o Narcotráfico como um meio para se tornar uma das mulheres mais poderosas ambição de suas épocas.
Traumatizada pelos acontecimentos de uma vida difícil e conduzido para vingar a traição do marido com que pensava que todos os seus sonhos, Anastasia vai encontrar o negócio ilícito de seu marido a riqueza que você sempre sonhou. Sua sede de poder vai levá-la para não respeitar quaisquer limites ao escolher suas vítimas. Pronto para tudo para derrotar seus inimigos, Anastasia se reúne com vexames de traição e da impossibilidade de viver o verdadeiro amor.

## Elenco

### Elenco principal
- Kate del Castillo como Anastasia Medrano de Cardona
- Adriana Barraza como Irene Medrano
- Jorge Zabaleta[2][3] como Conrado San Miguel
- José María Torre como Adán Romero
- Miguel Varoni como Leandro Quezada
- Guillermo Quintanilla como  Nataniel Cardona "Elías Cabrera Mateluna"
- Alberto Jiménez como Salvador Ferrara
- Ximena Duque como Erika San Miguel[4]
- Tony Dalton como Renato Maldonado

### Elenco de apoio
- Sofía Lama[5] como Silvana Cardona
- Tiago Correa como Mario Alejandro Esparza
- Juan Pablo Llano como Ignacio Elizondo
- Geraldine Bazán como Verónica Romero
- Margarita Muñoz como Gina Bianchi
- María Luisa Flores como Paola Quezada
- Pepe Gámez como Elias Cardona
- Ariel Texido como  Mauricio Riquelme
- Jorge Hernández como Saúl Benavides
- Andrea López como Analía Menchaca de Esparza
- Gabriel Valenzuela como José Carlos Quezada
- Maxi Iglesias[6] como Chad Mendonza
- Alberto Mateo como Sergio Di Franco
- Natalia Barreto como Lidia
- Daniela Wong como Luciana Romero
- Yuly Ferreira como Daisy Múñoz
- Dayana Garroz como Rita Corona
- Ana Osorio como Daytona Durán
- Beatriz Monroy como Modesta Flores
- Rachel Vallori
- Adrián Mas como Gonsalves
- María Elena Swett como Vanessa Esparza

## Exibição no Brasil
Foi exibida no Brasil pelo canal Mais Globosat, entre 24 de abril a 28 de julho de 2017. Teve um total de 71 capitulos, com o título A dona do paraíso.